# Cestrus altacima
Cestrus altacima är en stekelart som beskrevs av Dmitriy R. Kasparyan och Ruiz-cancino 2005. Cestrus altacima ingår i släktet Cestrus och familjen brokparasitsteklar. Utöver nominatformen finns också underarten C. a. honduras.